# Rio Turiaçu
O  rio Turiaçu é um curso de água que banha o estado do Maranhão, no Brasil.

## Características
Nasce nas vertentes das serras do Tiracambu e da Desordem, na região de Zé Doca e da terra indígena Alto Turiaçu, percorrendo 720 km. Sua Bacia tem uma área de drenagem da ordem de 17.502 km², representando cerca de 4,26% da área do Estado . 
A serra do Tiracambu constitui o principal divisor de água da bacia do rio Gurupi, estabelecendo limites com as bacias do Pindaré, do Turiaçu e do Tocantins.
De sua nascente até o lago Guariba é conhecido como Turi. Alguns de seus afluentes são os rios  Paruá, Urubucu, Caxias e além de igarapés de menor porte e uma série de lagos.
Na região próxima ao município de Santa Helena, no curso médio do rio, há um grande número de lagos marginais, como o Lago da Capivara, Lago das Seis Horas, Lago do Rapa Cuia, Lago Cabeludo, Lago Joaquim Manoel e Lago São Jerônimo. No período seco, as planícies laterais secam e apenas o leito do rio permanece com água.
Banha os municípios de Zé Doca, Santa Luzia do Paruá, Nova Olinda do Maranhão, Araguanã, Pedro do Rosário, Presidente Sarney, Santa Helena, Turilândia, Serrano do Maranhão, Bacuri e Turiaçu.
Os rios Turiaçu e Maracaçumé são de regime equatorial; com suas nascentes originando-se dos chapadões meridionais do Estado. Em razão da pluviosidade dessa região, o Turiaçu e o Maracaçumé assemelham-se aos afluentes meridionais do rio Amazonas.

## Biodiversidade e conservação
Ocupa o bioma da Amazônia e atravessa a Baixada Maranhense, uma planície formada por lagos e campos alagados. 
Os rios do litoral ocidental maranhense vivem sob constante influência das marés, que também influenciam também o ritmo de vida da população. A foz apresenta grandes larguras e apresentam exuberante vegetação de mangue, com rica biodiversidade. Sua foz se insere no âmbito da APA das Reentrâncias Maranhenses.
Também foi criada a Terra Indígena Alto Turiaçu, habitada pelos povos tupis urubus-kaapor, guajajara e awá-guajá.
Dentre as árvores da região, há a faveira, bem como o  trapiazeiro, araribeira, quiririzeiro, ingazeira, gagaubeira, bacurizeiro.
Entre os mamíferos, pode-se encontrar o tatu, paca, cutia, capivara, porco-do-mato e veados do tipo catingueiro e mateiro, bem como aves como nambu, siricora, garça, socó-boi, marreca. 
Alguns dos peixes encontrados no rio são: branquinha, piau, traíra, bagre, bodo, cascudo, curimatã, mandi, pirapema, piranha-vermelha e mussum.
O rio sofre com diversas ameaças, como desmatamento, extração de areia e pesca predatória.